# متین آکدولگر
متین آکدولگر (انگلیسی: Metin Akdülger؛ زادهٔ ۱۰ آوریل ۱۹۸۸) بازیگر اهل ترکیه است. وی از سال ۲۰۱۲ میلادی تاکنون مشغول فعالیت بوده‌است.
از فیلم‌ها یا برنامه‌های تلویزیونی که وی در آن نقش داشته‌است می‌توان به ماهپیکر، موهبت وشخصیت اشاره کرد.